# 佩雷爾站
佩雷爾站（法語：Pereire），副站名朱安元帅站（法語：Maréchal Juin），是巴黎地鐵3號線的一個車站，得名于纪念佩雷尔兄弟的佩雷尔大道和纪念阿尔方斯·朱安元帅的朱安元帅广场。佩雷爾站開業於1910年5月23日，系巴黎地鐵3號線自维利耶站延長之後誕生的車站。

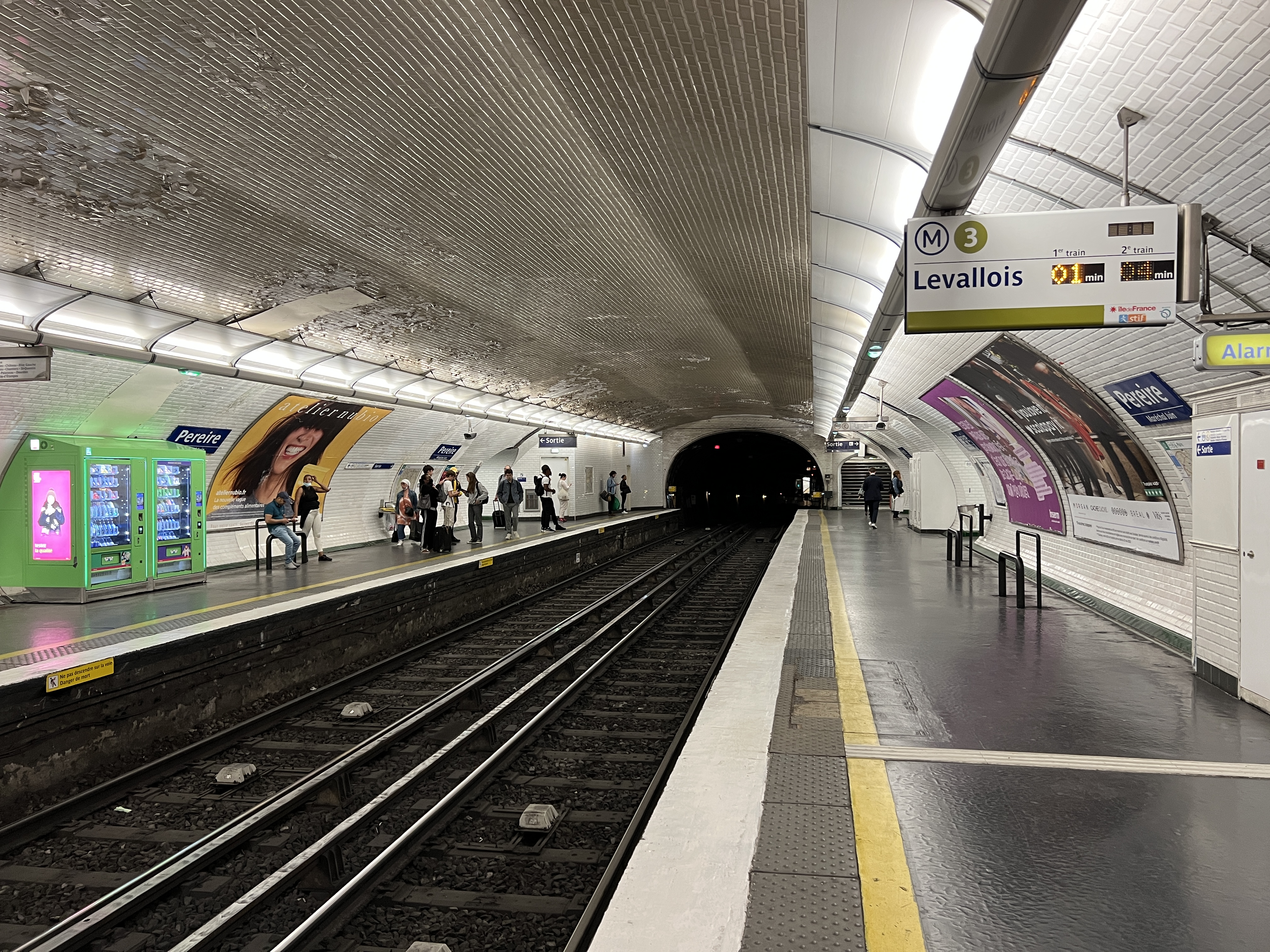
月台 (2022年7月)

## 車站構造
| 街道      |                    |                               |
| B1        | 夾層               |                               |
| 3號線月台 | 側式月台，右側開門 | 側式月台，右側開門            |
| 3號線月台 | 西行               | 往勒瓦卢瓦桥-贝孔（尚佩雷門） |
| 3號線月台 | 東行               | 往加列尼（瓦格拉姆）          |
| 3號線月台 | 側式月台，右側開門 |                               |